# Hypsiboas fuentei
Espèce
Synonymes
- Hyla fuentei Goin & Goin, 1968

Statut de conservation UICN

 DD  : Données insuffisantes
Hypsiboas fuentei est une espèce d'amphibiens de la famille des Hylidae.

## Répartition
Cette espèce est endémique du Suriname. Elle se rencontre dans le Nord-Est et le centre du pays.

## Étymologie
Cette espèce est nommée en l'honneur de Murray H. de la Fuente, le collecteur de l'holotype.

## Publication originale
- Goin & Goin, 1968 : A New Green Tree Frog from Suriname. Copeia, vol. 1968, no 3, p. 581-583.